# Rákóczifalva
Rákóczifalva is een plaats (nagyközség) en gemeente in het Hongaarse comitaat Jász-Nagykun-Szolnok. Rákóczifalva telt 5571 inwoners (2002).